# 아베 유키
아베 유키(일본어: 阿部 勇樹, 1981년 9월 6일 ~ )는 일본의 전 축구 선수이다. 2005년부터 2011년까지 일본 대표로 53경기를 뛰었으며 2010년 FIFA 월드컵 대표팀의 일원이었다.

## 구단 경력
그는 1998년 J1리그의 제프 유나이티드 이치하라(제프 유나이티드 지바)에 입단했다. 2006년까지 214경기에 출전하여, 36득점을 넣었다. 2005년과 2006년 2번의 J리그컵 우승을 차지했다. 2007년 우라와 레즈로 이적했다. 2010년부터 2012년까지 레스터 시티 FC에서 뛰었다. 2012년 우라와 레즈로 복귀했다. 2022년후 현역 은퇴.

## 국가대표팀 경력
아베는 2005년 1월 29일 카자흐스탄과의 친선경기에서 일본 국가대표팀에 데뷔했고 2006년 9월 6일 예멘과의 2007년 AFC 아시안컵 예선전에서 국가대표팀 데뷔골을 기록했다. 2006년 FIFA 월드컵에는 선발되지 않았지만, 월드컵 이후 대표팀 감독을 맡은 이비차 오심 전 제프 유나이티드 지바 감독 밑에서 단골이 됐다. 그는 이전에 U-20 및 U-23 레벨에서 일본을 대표하여 2004년 하계 올림픽에서 세 번의 1라운드 경기에 모두 출전했고 이탈리아를 상대로 골을 넣었다. 그는 2010년 FIFA 월드컵에서 일본의 모든 경기에 출전했다. 일본의 2011년 AFC 아시안컵 우승을 놓쳤음에도 불구하고 2011년 3월 29일 J리그 올스타즈를 상대로 45분을 뛰었다. 2011년 8월 4일, 아베는 한국과 경기할 일본 선수단에 발표되었다. 그는 2011년까지 국제 A매치 통산 53경기에 출전해 3골을 넣었다.

## 통계
| 일본 | 일본 | 일본 |
| 연도 | 출전 | 득점 |
| ---- | ---- | ---- |
| 2005 | 5    | 0    |
| 2006 | 8    | 1    |
| 2007 | 11   | 1    |
| 2008 | 9    | 0    |
| 2009 | 8    | 1    |
| 2010 | 9    | 0    |
| 2011 | 3    | 0    |
| 통산 | 53   | 3    |